# Laureano León Rodríguez
Laureano León Rodríguez (Badajoz, 22 de octubre de 1966) es un político español, perteneciente al Partido Popular. Actualmente ocupa un puesto de diputado en la Asamblea de Extremadura (1991-2011, 2019-act.), tras haber sido concejal en el Ayuntamiento de Cáceres (2011-2019) y presidente de la Diputación Provincial de Cáceres (2011-2015). León es presidente del Partido Popular de la provincia de Cáceres desde 2004, revalidando su presidencia en los sucesivos congresos de la formación.

## Biografía
Nacido en Badajoz, llega a Cáceres a los 9 años. Es licenciado en Derecho por la Universidad de Extremadura, y formó parte de la Asociación Universitaria de Extremadura. Miembro del PP, en las elecciones autonómicas  de 1991 fue elegido diputado en la Asamblea de Extremadura, de la que fue vicepresidente segundo entre 2003 y 2011.
Concurrió como número dos en la lista de su partido en las elecciones municipales de 2011 en Cáceres, siendo elegido concejal, cargo desde el que pasó a formar parte de la Diputación Provincial de Cáceres, institución que presidió entre 2011 y 2015.

## Cargos desempeñados
- Diputado por la provincia de Cáceres en la Asamblea de Extremadura (1991-2011, 2019-act.)
- Vicepresidente segundo de la Asamblea de Extremadura (2003-2011)
- Presidente del PP de Cáceres (Desde 2004)
- Concejal del Ayuntamiento de Cáceres (2011-2019)
- Presidente de la Diputación Provincial de Cáceres (2011-2015)
- Senador en las Cortes Generales por Cáceres (2016-2019)